# René Bärtschi

René Bärtschi

'
René Bärtschi' (1931 - 1992), was een Zwitsers politicus en was lid van de Sociaal-Democratische Partij van Zwitserland (SP). Hij was ook lid van de Regeringsraad van het kanton Bern.  
Hij was van 1 juni 1986 tot 31 mei 1987 en van 1 juni 1991 tot 31 mei 1992 voorzitter van de Regeringsraad (dat wil zeggen regeringsleider) van het kanton Bern.